# Kloster Rioseco
Das Kloster Rioseco (Santa María de Rioseco; Rivus siccus) ist eine ehemalige Zisterzienserabtei in der Gemeinde Valle de Manzanedo rund 70 km nördlich von Burgos in der Provinz Burgos in Kastilien-León in Spanien.

## Geschichte
Das 1148 als Tochter des Klosters Valbuena aus der Filiation der Primarabtei Morimond gegründete Kloster wurde 1236 an seinen definitiven Ort verlegt. Das Kloster erstarkte im Spätmittelalter, geriet aber später in eine Krise. Es litt auch unter den Freiheitskriegen 1808 und 1809. Im Jahr 1820 wurde es von den Kommissaren der revolutionären Regierung in Besitz genommen und ein Teil seiner Güter wurde veräußert. Die Auflösung dürfte 1835 unter der Regierung von Juan Álvarez Mendizábal erfolgt sein. In der Folge wurde das Kloster als Magazin, Pfarrkirche und Friedhof genutzt. In der Folge verfiel die Anlage.

## Bauten und Anlage
Verschiedene Gebäude der Anlage sind in ruinösem Zustand erhalten. Von der Kirche stehen noch die Mauern. Der Kreuzgang ist im Herrera-Stil geschaffen.